# Eriosema stenophyllum
Eriosema stenophyllum är en ärtväxtart som beskrevs av Hermann August Theodor Harms. Eriosema stenophyllum ingår i släktet Eriosema och familjen ärtväxter. Inga underarter finns listade i Catalogue of Life.

## Bildgalleri

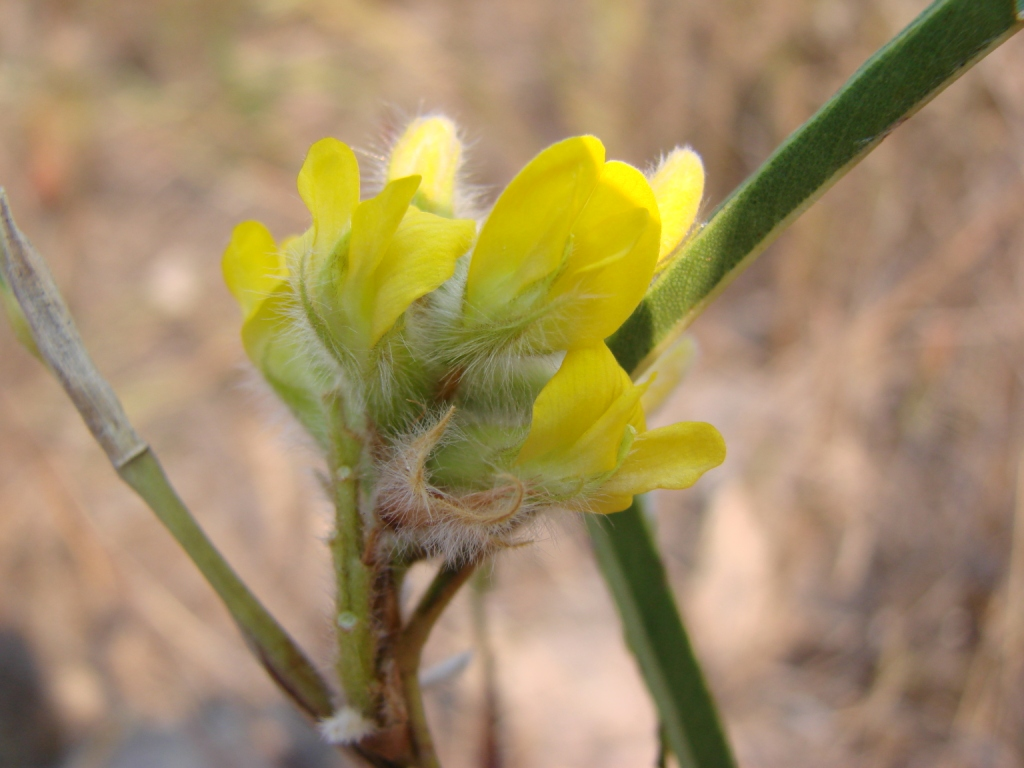